# Ramona Lubo
Ramona Lubo (1865–1922) foi uma cesteira de Cahuilla conhecida como a "verdadeira Ramona" que ganhou popularidade por sua associação com o romance Ramona de Helen Hunt Jackson .

## Vida e carreira
Lubo casou-se com um tosquiador de ovelhas Cahuilla chamado Juan Diego, e eles moraram na área a oeste de Bautista Canyon na Califórnia, que hoje é conhecida como Juan Diego Flats. Eles tiveram dois filhos que morreram quando eram jovens. Diego tinha uma doença mental e, às vezes, tinha um comportamento fora do padrão. Em março de 1883, Diego pegou o cavalo de um homem branco chamado Sam Temple para voltar para casa de San Juacinto . Temple perseguiu Diego e atirou nele 5 vezes, com Lubo como testemunha ocular. Temple relatou a morte ao juiz local Samuel Tripp, alegando que foi legítima defesa e que Diego tinha uma faca. Lubo afirmou que ele não tinha uma faca, mas ela não foi autorizada a testemunhar no julgamento porque ela era uma indígena nativa. A Lei de Casos Civis da Califórnia proibia pessoas negras e indígenas de testemunhar em casos envolvendo brancos. Temple foi absolvido por " homicídio justificável".
Após a morte de Diego, Lubo mudou-se para a Reserva Indígena Cahuilla perto de Anza e mais tarde teve um filho chamado Condino com um homem branco chamado Hopkins. Ela fazia cestos para guardar água e debulhar grãos. Para os Cahuilla e outras tribos da Califórnia, as cestas eram úteis para preparar e armazenar alimentos, eram dadas como presentes para fortalecer os laços de parentesco e também eram uma forma de arte. As cestas tinham significado simbólico, representando a relação do povo indígena com a terra, e eram uma forma de autoexpressão, com cada tecelão tendo um estilo distinto. George Wharton James mostrou uma das cestas de Lubo em uma palestra sobre "Poesia e o simbolismo da cestaria indiana" em outubro de 1903. Lubo ganhava dinheiro vendendo as cestas que fazia, lavando roupas e colhendo damascos.

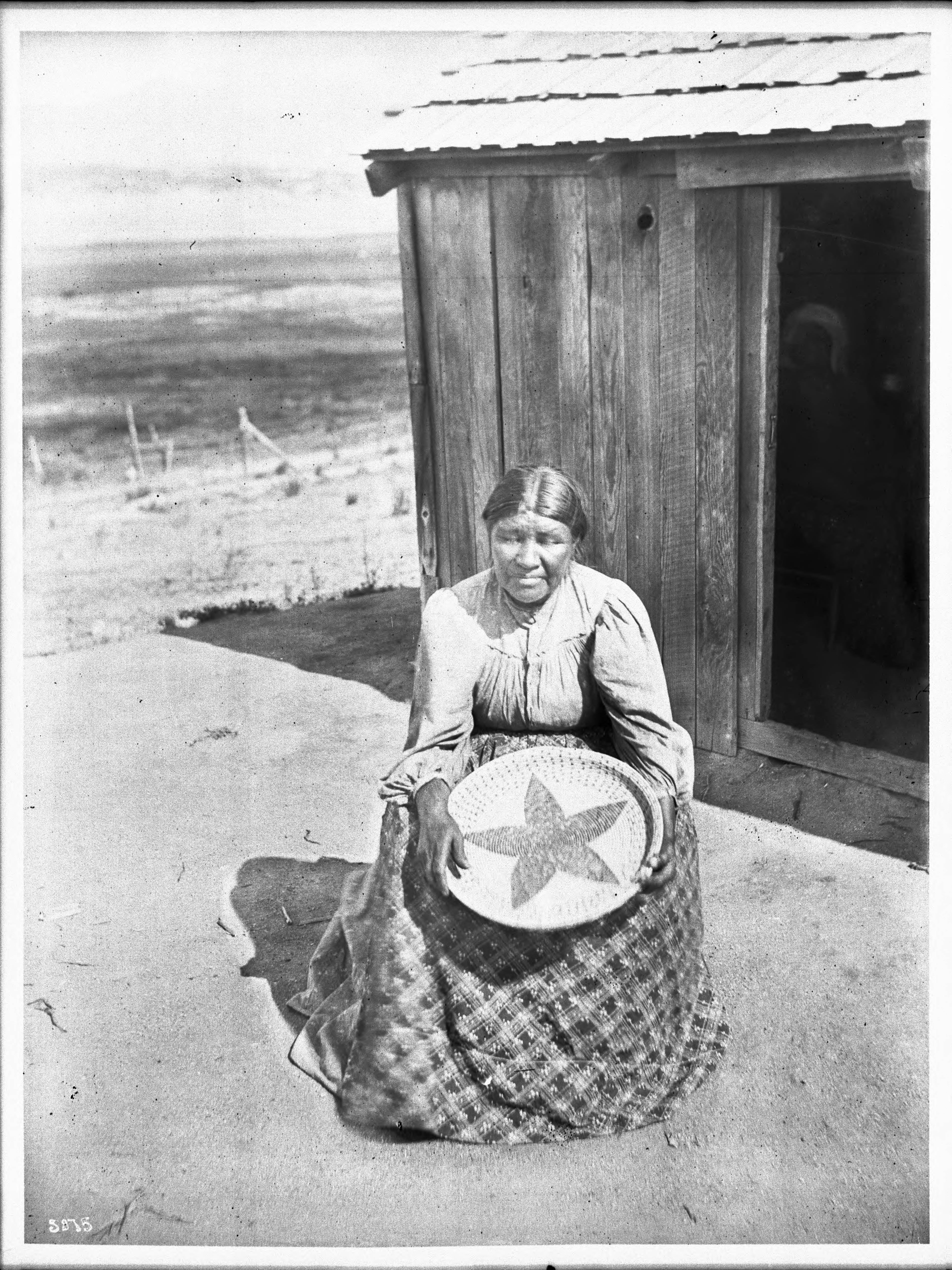
Lubo na frente de sua casa com a cesta estrela que ela fez em memória de seu marido, Juan Diego

## Romance e seus efeitos
Helen Hunt Jackson baseou seu romance Ramona (1884) em relatos de jornais sobre a morte de Juan Diego. O romance é uma história romantizada sobre um homem nativo chamado Alessandro que é assassinado na frente de sua esposa Ramona depois que eles são forçados a deixar suas casas por colonos brancos. Durante sua pesquisa, Jackson visitou muitas reservas na área, mas nunca conheceu Lubo, só a descobrindo quando o romance estava parcialmente escrito. O romance pretendia chamar a atenção para a injustiça que os indígenas experimentaram, especificamente as maneiras como os brancos os maltrataram na Califórnia.
Jackson acreditava que um romance teria mais probabilidade de chamar a atenção das pessoas do que uma obra de não-ficção, afirmando em uma carta a seus amigos em Los Angeles escrita em 8 de novembro de 1883: "Vou escrever um romance para apresentar algumas experiências indígenas de forma a comover o coração das pessoas." No entanto, essa visão não se concretizou, pois Jackson morreu de câncer logo após a publicação de Ramona e o romance acabou servindo mais para contribuir para uma visão romantizada da Califórnia do que para chamar a atenção para a experiência dos povos indígenas. O romance foi extremamente popular e trouxe muitos turistas para a área, incluindo Rancho Camulos, uma residência particular que um artigo de 1886 identificou como o cenário do romance, e a residência de Estudillo, que o jornal San Diego Union chamou de "Lugar de Casamento de Ramona" em 1887.

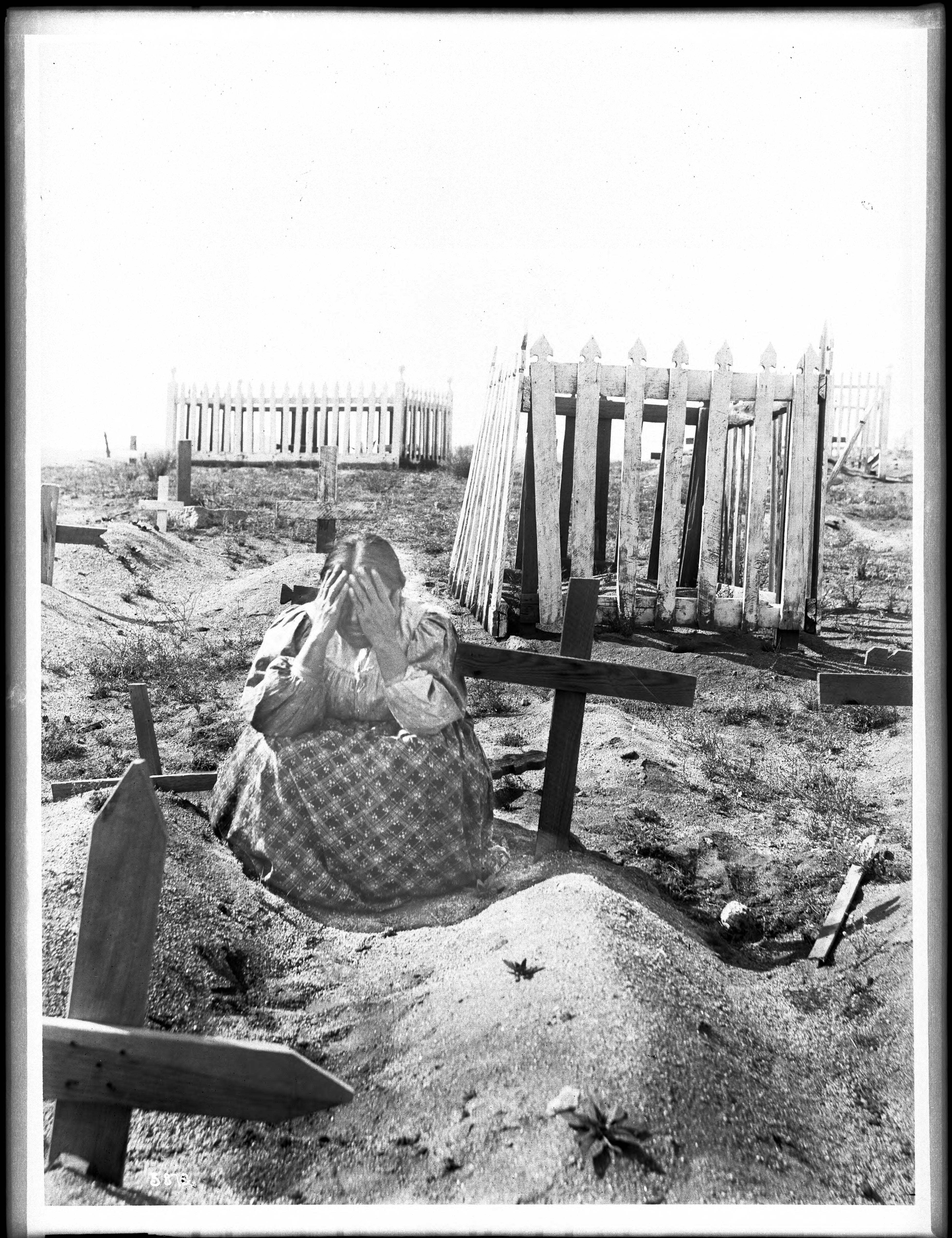
A famosa fotografia de George Wharton James em que Ramona está ao lado do túmulo de seu marido

Junto com os turistas veio o escritor George Wharton James, que enquanto pesquisava para seu livro Através do país de Ramona (1908) reconheceu Juan Diego como a inspiração para o personagem Alessandro e queria encontrar a esposa de Diego. Moradores nativos lhe disseram para procurar Ramona Lubo, que ele encontrou na Reserva Indígena Cahuilla. Após o encontro, Lubo o levou ao túmulo de seu marido, onde James tirou uma foto dela chorando que ele produziu e vendeu como cartões postais. Os cartões postais e o livro conscientizaram o público sobre a existência de Lubo, e James a intitulou como a "verdadeira Ramona".
Com a fama, Lubo ganhou dinheiro vendendo cestas para turistas, posando para fotos e aparecendo em eventos no sul da Califórnia, como feiras e shows de laranja, mas ela continuou pobre. O capitão Antonio Apache a contratou para aparecer no Indian Village em Eastlake Park em Los Angeles; o San Jacinto Register descreveu como sua presença foi amplamente divulgada, observando que "enquanto muitos estavam céticos quanto a ela ser a genuína Ramona, do livro de Helen Hunt Jackson, ela provou ser um cartão de visitas para o Village e milhares de pessoas foram lá para vê-la ." Nessas aparições públicas, ela às vezes era acompanhada por uma mulher mais jovem para representar a personagem "do período Helen Hunt Jackson", já que os leitores esperavam a jovem e bela mulher do romance, não uma mulher velha e pobre. Relatos de jornais frequentemente descreviam Lubo como uma mulher feia, vulgar e oportunista e destacavam o contraste entre o romance e a realidade de Lubo. A Ramona Pageant Association planejava trazer Lubo para sua apresentação ao ar livre do romance em Hemet, Califórnia, mas ela morreu menos de um ano antes do concurso abrir em 1923.
Em 1900, James fotografou Sam Temple e o gravou com um gramofone contando o assassinato de Juan Diego. Temple disse a ele: "Eu joguei a arma na posição e puxei o gatilho, coloquei 22 tiros no peito do homem. Você poderia ter coberto cada um deles com sua mão. Não teve mais efeito em parar aquele homem do que se você tivesse soprado sua respiração contra ele." Como Lubo, Temple ganhou fama por sua associação com o romance. Algumas fontes afirmaram que ele apareceu na World's Columbian Exposition de 1893 e na Louis and Clark Exposition de 1904 enquanto outros afirmaram que ele planejava participar, mas decidiu não participar depois de perceber que a popularidade era negativa. Algumas pessoas simpatizaram com ele, no entanto, como o San Diego Union, que se referiu a ele como um "bom sujeito à sua maneira".
Lubo era conhecida por ser tímida e relutante em falar sobre seu passado. Sua amiga e vizinha Fanny Contreras disse: "Quando você falava com ela e perguntava sobre seu passado, ela não queria falar sobre isso, ela apenas chorava. Você não conseguia nada com ela. Era só isso, acho que ela se sentia  mal."

## Falecimento
Em fevereiro de 1922, Lubo contraiu pneumonia quando apareceu no National Orange Show em San Bernardino para promover o Vale Hemet-San Jacinto. Ela morreu cinco meses depois, em 20 de julho de 1922, aos 69 anos. Ela foi enterrada na Reserva Cahuilla ao lado de seu marido. Cada túmulo foi marcado com uma pequena cruz de madeira. Em 1931, a Ramona Pageant Association iniciou um esforço para colocar monumentos nas sepulturas e, em 10 de abril de 1938, a lápide de Lubo foi revelada. Lê-se "Ramona" e foi desenhada e esculpida por moradores locais. A lápide de Diego foi erguida em 1956, onde se lê "Alessandro, esposo martirizado de Ramona".